# Enoc Vieira
Enoc Almeida Vieira, ou apenas Enoc Vieira, (Esperantinópolis, 7 de janeiro de 1938) é um advogado e político brasileiro que foi deputado federal pelo Maranhão.

## Dados biográficos
Filho de Antônio Vieira e Joana Almeida Vieira. Advogado formado em 1968 na Universidade Federal do Maranhão, foi graduado no Curso de Estado-Maior e Comando das Forças Armadas na Escola Superior de Guerra em 1984. Pastor da Segunda Igreja Batista de São Luís, foi eleito vereador na respectiva cidade pela ARENA em 1970 e 1972 chegando à presidência do legislativo municipal. Antes fora coordenador-geral de Treinamento da Secretaria de Administração do Maranhão e chefe da procuradoria em instituições como o Serviço Social da Indústria e a Legião Brasileira de Assistência.
Eleito deputado estadual em 1974 e 1978, foi eleito presidente da Assembleia Legislativa do Maranhão em 1979 e migrou para o PDS no ano seguinte com o fim do bipartidarismo. Eleito deputado federal em 1982,  ausentou-se da votação da Emenda Dante de Oliveira em 1984 e votou em Tancredo Neves no Colégio Eleitoral em 1985. Reeleito pelo PFL em 1986, esteve entre os signatários da Constituição de 1988.
Ingressou no curso de Teosofia da Faculdade de Educação Teológica das Assembleias de Deus em 1990 e afastou-se da política em favor de suas atividades religiosas ao fim do mandato, embora tenha assumido o cargo de secretário-adjunto de Articulação Política no terceiro governo Roseana Sarney em 2009.